# Movimiento Político "Socialdemócratas"
El Movimiento Político "Socialdemócratas" (Politicesko Dviženie "Socialdemokrati") es un partido político socialdemócrata de Bulgaria. Fue parte de la Coalición por Bulgaria, una alianza liderada por el Partido Socialista Búlgaro. La coalición obtuvo el 17,1% del voto popular en las elecciones legislativas de 2001, ganando 48 de los 240 escaños de la Asamblea Nacional. En las elecciones legislativas de 2005, la Coalición ganó el 33,98% de los votos y 82 bancas en el cuerpo legislativo.
El 19 de septiembre de 2021, el partido deja la Coalición por Bulgaria y se integra a Continuamos el Cambio de cara a las elecciones de noviembre de 2021.

## Resultados electorales
| Elecciones | Asamblea nacional | Asamblea nacional | Asamblea nacional | Asamblea nacional | Posición           |
| Elecciones | # de votos        | % de votos        | # de de escaños   | +/–               | Posición           |
| ---------- | ----------------- | ----------------- | ----------------- | ----------------- | ------------------ |
| 2001a      | 783.372           | 17,15% (#3)       | 33/240            |                   | Oposición          |
| 2005a      | 1.129.196         | 30,95% (#1)       | 82/240            | 49                | En el gobierno     |
| 2009       | 5.004             | 0,12% (#13)       | 0/240             | 82                | Extrapalamentario  |
| 2013a      | 942.541           | 26,61% (#2)       | 84/240            | 84                | En el gobierno     |
| 2013a      | 505.527           | 15,40% (#2)       | 39/240            | 45                | Oposición          |
| 2021b      | 673.141           | 25,32% (#1)       | 0/240             |                   | Extraparlamentario |

a Dentro de Coalición por Bulgaria.
b Dentro de Continuamos el Cambio.